# Mi Tren
MI Tren ou le train métropolitain de Cochabamba est un réseau de train léger de type tramway de la région métropolitaine de Cochabamba, en Bolivie, prévu pour relier à terme les villes de Cochabamba, Colcapirhua, Quillacollo, Sacaba, Sipe Sipe, Tiquipaya et Vinto. La mise en service initiale a lieu le 13 septembre 2022.

## Histoire
L'inauguration a lieu le 13 septembre 2022, avec l'ouverture à l'exploitation de la ligne rouge de la station centrale San Antonio à la station El Molino et d'une partie de la ligne verte, soit de la station centrale San Antonio à la station Beijing. 
Le 5 décembre 2022, un prolongement de neuf stations de la ligne verte vers l'ouest permet de rejoindre la station de Quillacollo dans la ville éponyme. 
Le 1er avril 2023, le gouvernement de la Bolivie annonce le prolongement de la ligne rouge jusqu'à La Cancha (es), une zone commerciale de Cochabamba, vers le nord et jusqu'à Ushpa Ushpa vers le sud.
Le 31 août 2023, la ligne verte est prolongée de neuf stations vers l'ouest jusqu'à la station Suticollo, à Sipe Sipe, complétant ainsi l'ensemble du trajet de la ligne initialement planifié. Le trajet entre les deux terminus de la ligne se fait en 73 minutes.
Le 26 avril 2024, est inauguré le prolongement de la ligne rouge d'une station vers le sud jusqu'à la station Santa Vera Cruz.
En 2025, la ligne jaune est toujours en cours de planification et de construction. 

## Matériel roulant
Le service sur le réseau est assuré par un total de 12 rames de modèle Metelitsa В85601М (en) construites par la société suisse Stadler. Une rame peut accueillir 200 personnes et circuler à 80 km/h,.